# Forest-l'Abbaye
Forest-l'Abbaye è un comune francese di 324 abitanti situato nel dipartimento della Somme nella regione dell'Alta Francia.

## Società

### Evoluzione demografica
Abitanti censiti